# Abraham Darío Carreño
Abraham Darío Carreño Rohan (ur. 13 stycznia 1988 w Monterrey) – meksykański piłkarz występujący na pozycji napastnika.

## Kariera klubowa
Carreño pochodzi z miasta Monterrey i jako dziesięciolatek rozpoczął treningi w tamtejszym zespole CF Monterrey. W wieku dziewiętnastu lat udał się na wypożyczenie do trzecioligowej ekipy Dorados UACH z siedzibą w Chihuahui, gdzie spędził pół roku, będąc jednym z wyróżniających się piłkarzy w rozgrywkach. Po powrocie do Monterrey jeszcze przez sześć miesięcy występował w drużynach młodzieżowych, po czym został włączony przez szkoleniowca Ricardo La Volpe do seniorskiego składu. W meksykańskiej Primera División zadebiutował 11 października 2008 w zremisowanym 0:0 spotkaniu z Atlasem, zaś premierowego gola w najwyższej klasie rozgrywkowej strzelił 25 stycznia 2009 w zremisowanej 1:1 konfrontacji z Indios. Nie potrafił jednak wywalczyć sobie miejsca w wyjściowej jedenastce, mając za konkurentów do gry w ataku piłkarzy takich jak Aldo de Nigris i Humberto Suazo.
W jesiennym sezonie Apertura 2009, Carreño zdobył z Monterrey pierwszy w karierze tytuł mistrza Meksyku. W styczniu 2010 triumfował w rozgrywkach kwalifikacyjnych do Copa Libertadores – InterLidze, zaś podczas sezonu Apertura 2010 po raz drugi wywalczył z ekipą prowadzoną przez Víctora Manuela Vuceticha tytuł mistrzowski. W 2011 roku triumfował natomiast w najbardziej prestiżowych rozgrywkach Ameryki Północnej – Lidze Mistrzów CONCACAF. W grudniu tego samego roku wziął udział w Klubowych Mistrzostwach Świata, zajmując ze swoją drużyną piąte miejsce. W wiosennym sezonie Clausura 2012 zdobył z Monterrey wicemistrzostwo kraju, a także po raz drugi wygrał rozgrywki północnoamerykańskiej Ligi Mistrzów. Dzięki temu po raz drugi pojechał do Japonii na Klubowe Mistrzostwa Świata, gdzie tym razem jego ekipa spisała się lepiej niż przed rokiem, zajmując trzecią lokatę. Mimo licznych sukcesów przez cały pięcioletni pobyt w Monterrey pozostawał wyłącznie rezerwowym zespołu.
Wiosną 2013 Carreño został zawodnikiem drużyny CF Pachuca, w ramach rozliczenia za transfer Leobardo Lópeza. Tam zanotował udany pierwszy sezon, po którym został jednak relegowany do roli rezerwowego wobec sprowadzenia nowego napastnika – Ennera Valencii. W sezonie Clausura 2014 zdobył ze swoją ekipą tytuł wicemistrza kraju, zaś ogółem barwy Pachuki reprezentował przez dwa lata. W styczniu 2015 powrócił do swojego rodzinnego Monterrey, podpisując umowę z innym z tamtejszych klubów – Tigres UANL, gdzie spędził pół roku jako rezerwowy, wobec czego został wypożyczony do niżej notowanego Chiapas FC z siedzibą w Tuxtla Gutiérrez. Tam również nie potrafił jednak wywalczyć sobie miejsca w wyjściowym składzie i już po upływie sześciu miesięcy, również na zasadzie wypożyczenia, przeniósł się do drugoligowego Cafetaleros de Tapachula.
| Sezon     | Klub                     | Kraj   | Rozgrywki        | Mecze | Bramki |
| --------- | ------------------------ | ------ | ---------------- | ----- | ------ |
| 2007/2008 | Dorados UACH             | Meksyk | Segunda División | 17    | 11     |
| 2008/2009 | CF Monterrey             | Meksyk | Liga MX          | 18    | 5      |
| 2009/2010 | CF Monterrey             | Meksyk | Liga MX          | 34    | 11     |
| 2010/2011 | CF Monterrey             | Meksyk | Liga MX          | 25    | 3      |
| 2011/2012 | CF Monterrey             | Meksyk | Liga MX          | 23    | 4      |
| 2012/2013 | CF Monterrey             | Meksyk | Liga MX          | 11    | 1      |
| 2012/2013 | CF Pachuca               | Meksyk | Liga MX          | 16    | 5      |
| 2013/2014 | CF Pachuca               | Meksyk | Liga MX          | 14    | 4      |
| 2014/2015 | CF Pachuca               | Meksyk | Liga MX          | 7     | 0      |
| 2014/2015 | Tigres UANL              | Meksyk | Liga MX          | 7     | 0      |
| 2015/2016 | Chiapas FC               | Meksyk | Liga MX          | 4     | 1      |
| 2015/2016 | Cafetaleros de Tapachula | Meksyk | Ascenso MX       |       |        |